# John McKay (homme politique ontarien)
Pour les articles homonymes, voir John McKay et McKay.
John Norman McKay, né le 21 mars 1948 à Toronto, est un homme politique canadien.

## Biographie
Membre du Parti libéral du Canada, actuellement député à la Chambre des communes du Canada pour la circonscription ontarienne de Scarborough—Guildwood. Élu en 1997 au Parlement, McKay est secrétaire parlementaire du ministre des Finances de 2003 à 2006.